# Emmanouil Papadopoulos
Emmanouil Papadopoulos (griechisch: Εμμανουήλ Παπαδόπουλος, russisch: Эммануил Григорьевич Папандопуло, transkribiert: Emmanuil Grigorievich Papandopulo; * auf Kea, Kykladen; † am 11. Juni 1810 in Schumen, Bulgarien) war ein griechischer Offizier in Diensten des Russischen Kaiserreichs. Papadopoulos wurde auf der osmanischen Insel Kea geboren und beschloss als Jugendlicher, mit den russischen Truppen abzureisen, die die Insel kurzzeitig besetzt hatten.
Anschließend schlug er eine militärische Laufbahn ein und absolvierte das Kadettenkorps der ausländischen Glaubensgenossen. Er kämpfte im Russisch-Türkischen Krieg von 1787–1792, im Dritten Koalitionskrieg und im Russisch-Türkischen Krieg von 1806–1812. Er stieg bis zum Generalmajor auf, bevor er am 11. Juni 1810 im Kampf fiel.

## Leben und Karriere
Papadopoulos wurde als Sohn einer griechischen Familie auf der ägäischen Insel Kea im Osmanischen Reich geboren. Kea gehörte zu den Inseln, die während des Russisch-Türkischen Krieges (1768–1774) mehrere Jahre lang von den Russen besetzt waren, bevor sie im Frieden von Küçük Kaynarca wieder unter osmanische Kontrolle fielen. Papadopoulos, der damals etwa fünfzehn Jahre alt gewesen sein muss, begleitete vermutlich die abziehenden Russen. Er besuchte das von Grigori Potjomkin gegründete griechische Gymnasium und wurde dem Kadettenkorps ausländischer Glaubensgenossen zugeteilt, wo er als Ingenieur abschloss. 1781 trat er in das Offizierskorps ein und wechselte später zur Infanterie.
Während des Russisch-Türkischen Krieges von 1787 bis 1792 nahm er an der Belagerung von Otschakow (1788) und weiteren Schlachten gegen die Osmanen teil. Für seine herausragenden Leistungen bei Koushan wurde er in den Generalstab befördert. Nach dem Friedensschluss mit der Hohen Pforte wurde Papadopoulos Verbindungsoffizier an der russischen Botschaft in Konstantinopel, wo er von 1793 bis 1794 diente. Er verfasste auch eine Beschreibung der beiden Hauptstraßen, die zur Stadt führten.
Anschließend befehligte er das Ladozhskii-Musketierregiment. Als 1803 der Dritte Koalitionskrieg ausbrach, stellte Papadopoulos aus der Garnison von Kamenez ein Bataillon und ein Artilleriekommando mit zwölf Geschützen auf, mit denen er nach Korfu (Teil der russisch dominierten Republik der Sieben Inseln) ging. Dort war er 1804 damit beschäftigt, die reguläre Armee der Republik und die Griechische Legion aufzustellen. Im folgenden Jahr übernahm er zudem das Kommando über die verbündeten griechischen Truppen auf dem griechischen Festland. Im selben Jahr wurde er zum Generalmajor befördert. Im Jahr 1804 veröffentlichte er außerdem in Korfu auf Griechisch und Italienisch ein Militärhandbuch zur Unterweisung der Griechen in der modernen Kriegsführung (Διδασκαλία στρατιωτική προς χρήσιν των Ελλήνων, „Militärlehre zum Nutzen der Griechen“). Das Handbuch erleichterte den Übergang der Organisation der Einheit vom vorherigen venezianischen Modell zum russischen. Im Jahr 1805 veröffentlichte er das Reglement der Legion (Ερμηνεία της συνισταμένης Λεγεώνος των Ηπειρωτο-Σουλιωτών και Χιμαρο-Πελοποννησίων, „Auslegung der vereinigten Legion der Epirus-Soulioten und Himara-Peloponnesier“), in dem er seine Leser dazu aufrief, sich ihrer Abstammung von den alten Griechen zu erinnern, die Taten des berühmten Pyrrhos und Skanderbeg nachzuahmen und dem griechischen Namen neuen Ruhm zu verleihen.
Im Herbst 1805 führte er die Truppen der Griechischen Legion an, um an der Seite von 14.000 russischen und 10.000 britischen Soldaten an der englisch-russischen Invasion Neapels teilzunehmen. Die Expedition wurde jedoch durch Napoleons entscheidenden Sieg in der Schlacht bei Austerlitz im Dezember unterbrochen. Im Februar 1806 waren die Anglo-Russen gezwungen, das italienische Festland an die Franzosen zu überlassen. 1806 befehligte er die russischen Streitkräfte, die in der Bucht von Kotor operierten. Er zeichnete sich besonders durch die Einnahme von Herceg Novi am 19. September 1806 nach einer siebenstündigen Schlacht aus. Ende 1806 wurde er zum Oberbefehlshaber des Kolyvansky-Musketierregiments ernannt. Er übernahm das Kommando über das Regiment und alle griechischen Truppen auf den Ionischen Inseln und konnte der Bedrohung durch Ali Pascha von Ioannina erfolgreich entgegenwirken. Er stellte 1807 drei Legionen am Festlandaußenposten Parga auf und organisierte die Verteidigung bei Lefkada (Santa Maura), wo Ali Pascha mit einem Angriff drohte.
Nach dem Frieden von Tilsit (1807) kehrte er mit seinem Regiment über Österreich nach Russland zurück. Im Russisch-Türkischen Krieg von 1806–1812 schloss er sich der russischen Donauarmee an und zeichnete sich in mehreren Kämpfen gegen die Türken aus, bis er am 11. Juni 1810 in der Schlacht bei Schumen starb. Sein Epitaph wurde vom orthodoxen Metropoliten der Ungro-Walachei, Ignatios II., überbracht. Es wurde 1887 vom griechischen Gelehrten Periklis Zerlentis veröffentlicht.

## Familie
Papadopoulos hatte keine Söhne, aber seine Tochter Maria Emmanuilovna (gestorben 1873) wurde in Odessa aufgrund ihrer zahlreichen wohltätigen Werke zu einer bekannten Persönlichkeit.